# جسر ألكسندر الثالث
جسر الكسندر الثالث (بالإنجليزية: Pont Alexandre III)‏ هو جسر عبور مقوس قائم على نهر السين يربط بين الدائرة السابعة و الدائرة الثامنة في باريس بني عام 1900 كرمز للعلاقة الفرنسية الروسية، وسمي نسبة إلى ألكسندر الثالث، آخر أباطرة روسيا، ويصنف على أنه نصب تاريخي فرنسي منذ 1975 , ويعد واحد من أجمل الجسور في العاصمة الفرنسية باريس .

## الوصف
يعد جسر الكسندر الثالث أحد جسور باريس المشهورة، والتي أقيمت فوق نهر السين. ويتكون من جزء معدني واحد طوله 107 أمتار، وعلى جوانبه عدة تماثيل من البرونز لشخصيات أسطورية قديمة، أما في الجزء الأمامي من الجسر، فيوجد عمودان كبيران عليهما نقوش بارزة، وأعلاهما تمثالان باللون الذهبي يتألقان صباحاً ومساء. ويربط هذا الجسر بين حي الأنفاليد والشانزليزية. وقد شيد بين عامي 1896 و 1900، وأطلق عليه اسم القيصر الكسندر الثالث إمبراطور روسيا الذي قام ابنه نيقولا الثاني بافتتاحه.